# Knigocid u Ukrajini 2020-tih
Knigocid u Ukrajini 2020-tih jeste kulturni genocid nastao u zaoštrenim konfliktima u vreme u vreme ratnih sukoba između Rusije i Ukrajine započetih februara 2022. godine. U tom smislu, ovaj fenomen, koji se paralelno odvijao sa uništenjem spomeničke baštine, ukazuje na političku, ideološku i ekonomsku dimenziju socijalnog prevrata i ukrajinskog nacionalizma (koji u sebi nosi tragediju za sve ono što je drugo i drugačije), koji se intenzivirao u drugoj deceniji 21. veka, a i danas se odvija, na prostoru Ukrajine.
Uništavanje knjiga, kao poseban fenomen iskazan je ne samo kroz destruktivni oblik činjenja „knjigocida”, već i kroz reakcije i stavove nadležnih ukrajinski državnih i stručnih tela, kroz sudske procese i stavove državnog aparata, što ukazuje na ispoljavanje posebnog aspekta patologije ukrajinskog društva, u kome je duboko usađena rusofobija.
Knjige nisu uništavane samo u javnim bibliotekama, već i u školskim i specijalnim bibliotekama, u preduzećima, ustanovama vojske, drušveno-političkim organizacijama, ali i u privatnim bibliotekama.
Ima i podataka da su slične masovne pojave uništavanja knjiga zabeležene u drugim delovima sveta, prema delimično poznatim činjenicama uništavanja knjižne građe odvijalo se u ograničenom obimu i u svim zemljama kolektivnog zapada, koji iako nije osudio ovaj čin ukrajinskih vlasti.

## Istorija knjigocida u svetu i Ukrajini
Uništavanje knjiga počelo je paljenjem Aleksandrijske biblioteke počev od Hrišćana 391. godine kada je na čelu sa aleksandrijskim patrijarhom Teofilom, spaljena Aleksandrijska biblioteka. Potom je muslimanska armija osvojila Aleksandriju 642. godine nakon što je porazila vizantijsku vojsku u bici kod Heliopolisa. Komandant je upitao halifu Omara šta da rade sa bibliotekom, odnosno sa knjigama. On je dao čuveni odgovor:
„One ili su u suprotnosti sa Kuranom, što znači da su jeres, ili se slažu sa njim, što znači da su suvišne."
Tada su knjige grejale šest meseci sva aleksandrijska kupatila. Nakon ovog knjigocida po predanju Diogena Laetrija zna se da je tada samo 5% od dela grčkih filozofa sačuvano.
Isto se ponovilo i tokom srednjeg veka, kada je crkva spaljivala sve vredne knjige, a nastavilo se u mnogim nacionalnim revolucijama i ratovima.
Nemački pesnika Hajnrih Hajne  1844. godine u svom spevu "Nemačka mračna zima" predvideo je jedan od najvećih knjigocida odigrao se sredinom 20. veka kada su Nacisti spaljivali knjige u velikoj kampanji Nacističke Nemačke čiji je cilj bio da se ceremonijalno spale sve knjige koje su bile u suprotnosti sa nacističkom ideologijom. Kampanja je pokrenuta 1933, ubrzo nakon što su nacisti preuzeli vlast u Nemačkoj. Na meti su se našle knjige jevrejskih, marksističkih i pacifističkih pisaca, a sve u sklopu „akcije protiv nenemačkog duha“.  budućnost: "Ko spaljuje knjige - spaljivaće i ljude". To je bil uveritira pred "Kristalnu noć", kada su Nemci, konkretno pomamljeni studenti, 10. maja u glavnoj berlinskoj ulici spalili 25.000 naslova, među kojima i dela Tomasa Mana.
U periodu radikalnih tranzicija koje su nastale nakon raspada Jugoslavije i nastanka nove ekonomske strukture društva koje je prelazilo u kapitalističko, vršeno je sveopšte prilagođavanje političkog i pravnog sistema u svim sada bivšim republikama, što je bilo popraćeno ne samo ideološkom već i ekstremno nacionalističkom isključivošću, koja je rezultovala i...
...drastičnim, najčešće zločinačkim uništavanjem svega što se smatralo nepodobnim, neprijateljskim ili na bilo koji drugi način neprihvatljivim. Reč je, dakle, o društvenim prilikama unutar kojih uništavanje knjiga teba shvatiti kao neminovnost događanja, koje se odvijalo, kontinuirano, kao refleks društvenih prilika nastalih prevratom 1990-ih.
U prvoj fazi knjigocida koja se odvijala do kraja 2022. povučene su knjige objavljene u vreme kada je Ukrajina bila deo Sovjetskog Saveza, kao rusku književnost navodno antiukrajinskog sadržaja.
Drugi krug povlačenjaknjiga imao  za cilj da obuhvati sve knjige objavljene u Rusiji od raspada Sovjetskog Saveza, i one će verovatno bili različitih žanrova, uključujući knjige za decu, ljubavne romane i detektivske priče.
U julu 2022. godine Državni savet Kijeva saopštio je da su u prestonici Ukrajine zabranjene sve manifestacije na ruskom jeziku, uključujući "knjige, predstave i koncerte."
Potom je donet plan da se u Ukrajini iz bibliotečkih fondova izbaci i uništi oko 100 miliona knjiga, uključujući knjige autora kao što su Dostojevski ili Puškin, koje su preko noći postale "ideološki štetna literatura" i "propagandne knjige". U planu za uništavanje su i "sve knjige objavljene u Rusiji od raspada Sovjetskog Saveza", pa čak i knjige za decu.
Uništavanju knjiga pridružili su se i pojedini pisci u Ukrajini, među kojima je najglasniji bio ukrajinski pisac Rostislav Zemkiv, koji je zatražio potpunu zabranu ruske književnosti.
Kako su svojevremeno pisale beogradske "Večernje novosti",...ukoliko Aleksandri Kovalovoj, direktorki Ukrajinskog instituta za knjigu, i Aleksandru Tkačenku, ministru kulture iz Kijeva, pođe za rukom da iz biblioteka u delu Ukrajine, koji je pod kontrolom režima Zelenskog, unište 100 miliona knjiga, ili otprilike polovinu knjižnog fonda ove zemlje, to će biti "apsolutni svetski rekord etničkog kulturnog čišćenja."

## Epilog
Ovaj potpuno sulud potez u državi u kojoj 35-40 % građana ima ruski kao materinji jezik, a skoro svi ostali građani također govore ruski drugi jezik, unazadio je kulturni, naučni i identitetski potencijal stanovništva mutietničke države kakva je Ukrajina.
Paralelno, sa knjgocidom zabranjen je i uvoz i distribucija knjiga i drugih štampanih dela iz Rusije (počev od 2016. godine), Belorusije i područja koje je okupirala Rusija.
Iz knjigocida su izuzeta samo dela onih autora koji su javno osudili rusku invaziju na Ukrajinu, pa su tajna služba SBU izradile posebnu listu izuzetaka.

## Spoljašnje veze
- Knjiga kao krivac: uništavanje knjiga kroz tri povijesna primjera (језик: хрватски)